# La reina del pueblo
La reina del pueblo es una serie española de 2021 original de Flooxer para Atresplayer, protagonizada por Lucía Caraballo, Ana Jara Martínez, Omar Banana, Cristina Colom y Helena Ezquerro.

## Sinopsis
En las fiestas patronales de la ficticia localidad de Polvaredas de la Sierra, cuatro amigos de toda la vida quieren encontrar su forma particular de ser especiales. Estefi (Ana Jara Martínez) quiere acabar con los toros y los toreros, Nicole (Cristina Colom) quiere recuperar la que fue en su día la corona de Instagram, Inma (Lucía Caraballo) quiere ser la Reina de las fiestas y Javi (Omar Banana) quiere que las fiestas nunca lleguen a su fin. Sin embargo, Inma tendrá que hacer frente a Zaida (Helena Ezquerro), la hija del cacique del pueblo y la favorita para la corona.

## Reparto

#### Reparto principal
- Lucía Caraballo como Inma
- Ana Jara Martínez como Estefi
- Omar Banana como Javi
- Cristina Colom como Nicole
- Helena Ezquerro como Zaida
- Roberto Álamo como Diego
- Melani Olivares como Estrella Bernal (Episodio 2 - Episodio 6)
- Raúl Cimas como El Pregonero
- Alberto Casado como José Luis (Episodio 2 - Episodio 4; Episodio 6)
- Canco Rodríguez como Manuel (Episodio 2 - Episodio 6)
- Marta Fernández Muro como Pepita (Episodio 1 - Episodio 3; Episodio 5 - Episodio 6)
- Fran Perea como Presentador (Episodio 1)
- Miguel Maldonado como Ernesto (Episodio 2)

con la colaboración especial de
- Maite Sandoval como Inmaculada (Episodio 1; Episodio 3; Episodio 5- Episodio 6)

#### Reparto recurrente
- María Morales como María «La Bruja»
- Paco Churruca como Pepe (Episodio 1; Episodio 3; Episodio 5 - Episodio 6)
- Máximo Pastor como Rober
- Sofía Haouali como Jalila
- Paula Mirá como Belinda
- Almudena Puyo como Marcelina
- Mireia Montávez como Luisa García (Episodio 1 - Episodio 2; Episodio 4 - Episodio 6)

## Episodios
| N.º | Título               | Dirigido por | Escrito por                  | Fecha de lanzamiento original |
| --- | -------------------- | ------------ | ---------------------------- | ----------------------------- |
| 1   | «Coronación»         | Raúl Navarro | Raúl Navarro y Víctor Santos | 27 de junio de 2021           |
| 2   | «El pregón»          | Raúl Navarro | Raúl Navarro y Víctor Santos | 27 de junio de 2021           |
| 3   | «La ofrenda»         | Raúl Navarro | Raúl Navarro y Víctor Santos | 27 de junio de 2021           |
| 4   | «La paella»          | Raúl Navarro | Raúl Navarro y Víctor Santos | 27 de junio de 2021           |
| 5   | «La batalla púrpura» | Raúl Navarro | Raúl Navarro y Víctor Santos | 27 de junio de 2021           |
| 6   | «Coronación II»      | Raúl Navarro | Raúl Navarro y Víctor Santos | 27 de junio de 2021           |